# Пинцета
Пинцета, пинсета, пенсета (фр. pincette), врста алата — хватаљке. Чине је две еластичне полуге међусобно спојене са једне стране својим крајевима. Пинцетом се хватају предмети малих величина као и они које не треба додиривати рукама.

## Историја пинцете
Пинцете су се развиле из машица које су биле уз огњишта и шпорете и којима су се прихватали запаљени и врући предмети у и око ватре.
Спадају у ране медицинске инструменте. Нађене су многим археолошким ископавањима у времену још прије наше ере. Гиј д Шолијак (друга половина четрнаестог вијека) савјетује хирурге да „носе са собом“, поред медикамената, међу шест хируршких инстурумената обавезно и пинцету!

## Принцип рада пинцетом
Пинцета је тип полуге треће класе. Састоји се од два еластична крака спојена у једној тачки-тзв.фулкрум. Прстима руке се притишће по средини еластичних кракова чијим примицањем се, посредно а не рукама, прихватају предмети.

## Врсте и употреба пинцета
- Хируршки инструмент за хватање ткива
- Анатомска пинцета без зубаца
- Козметичка направа (чупање обрва)
- Пинцета у електронској и другим интустријама
- Пинцета у филателији и нумизматици
- Пинцета у штампарству којом се ваде слова и умеђу прореди[1]